# Luis Marín
Luis Antonio Marín Murillo (San José, 1974. augusztus 10. –) Costa Rica-i válogatott labdarúgó.

## Pályafutása

### Klubcsapatban
Pályafutását a Carmelita csapatában kezdte 1992-ben. Egy évvel később az Alajuelense igazolta le. 1995-ben és 1996-ban megnyerték a Costa Rica-i bajnokságot. 1998-ban a guatemalai Universidad együtteséhez játszott, de egy szezon után ismét váltott és az uruguayi River Plate játékosa lett. 2000-ben hazatért korábbi csapatához az Alajuelensehez. Sikeres időszak kezdődött számára, a bajnokságot négy alkalommal (2001, 2002, 2003, 2005) nyerték meg. 2002-ben az UNCAF-klubcsapatok kupájának, 2004-ben a CONCACAF-bajnokok kupájának serlegét hódították el. Ezt követően 2006-ban az izraeli Makkabi Netánjá szerződtette, ahol három szezont játszott, majd 2009-ben visszatért az Alajuelensehez.

### A válogatottban
1993 és 2009 között 128 alkalommal szerepelt a Costa Rica-i válogatottban és 5 gólt szerzett. Bemutatkozására 1993-júniusában került sor egy Panama elleni barátságos mérkőzésen. Hazáját 41 világbajnoki selejtezőn képviselte és végig játszotta mind a 3–3 mérkőzést a 2002-es és a 2006-os világbajnokságon. Részt vett az 1997-es, az 1999-es, a 2001-es és a 2003-as UNCAF-nemzetek kupáján, az 1993-as, az 1998-as, a 2002-es és a 2003-as CONCACAF-aranykupán, illetve az 1997-es, a 2001-es és a 2004-es Copa Américan.

## Sikerei, díjai

### Játékosként
Alajuelense
- Costa Rica-i bajnok (8): 1995–96, 1996–97, 2000–01, 2001–02, 2002–03, 2004–05, Invierno 2010, Verano 2011
- CONCACAF-bajnokok kupája (1): 2004
- UNCAF-klubcsapatok kupája (3): 1996, 2002, 2005

Costa Rica
- Copa Centroamericana (3): 1997, 1999, 2003
- CONCACAF-aranykupa döntős (1): 2002

## Külső hivatkozások
- Luis Marín – a FIFA adatbázisában
- Luis Marín adatlapja a National-Football-Teams.com oldalon (angolul)

- Luis Marín (spanyol nyelven). FootballDatabase.eu